# Vrakuňa
Vrakuňa (bis 1948 slowakisch „Verekne“; deutsch Fragendorf, auch Frattendorf oder Wrackendorf, ungarisch Vereknye) ist ein ehemals selbständiger Ort und heutiger Stadtteil von Bratislava mit 20.407 Einwohnern (Stand 31. Dezember 2022).

## Geographie

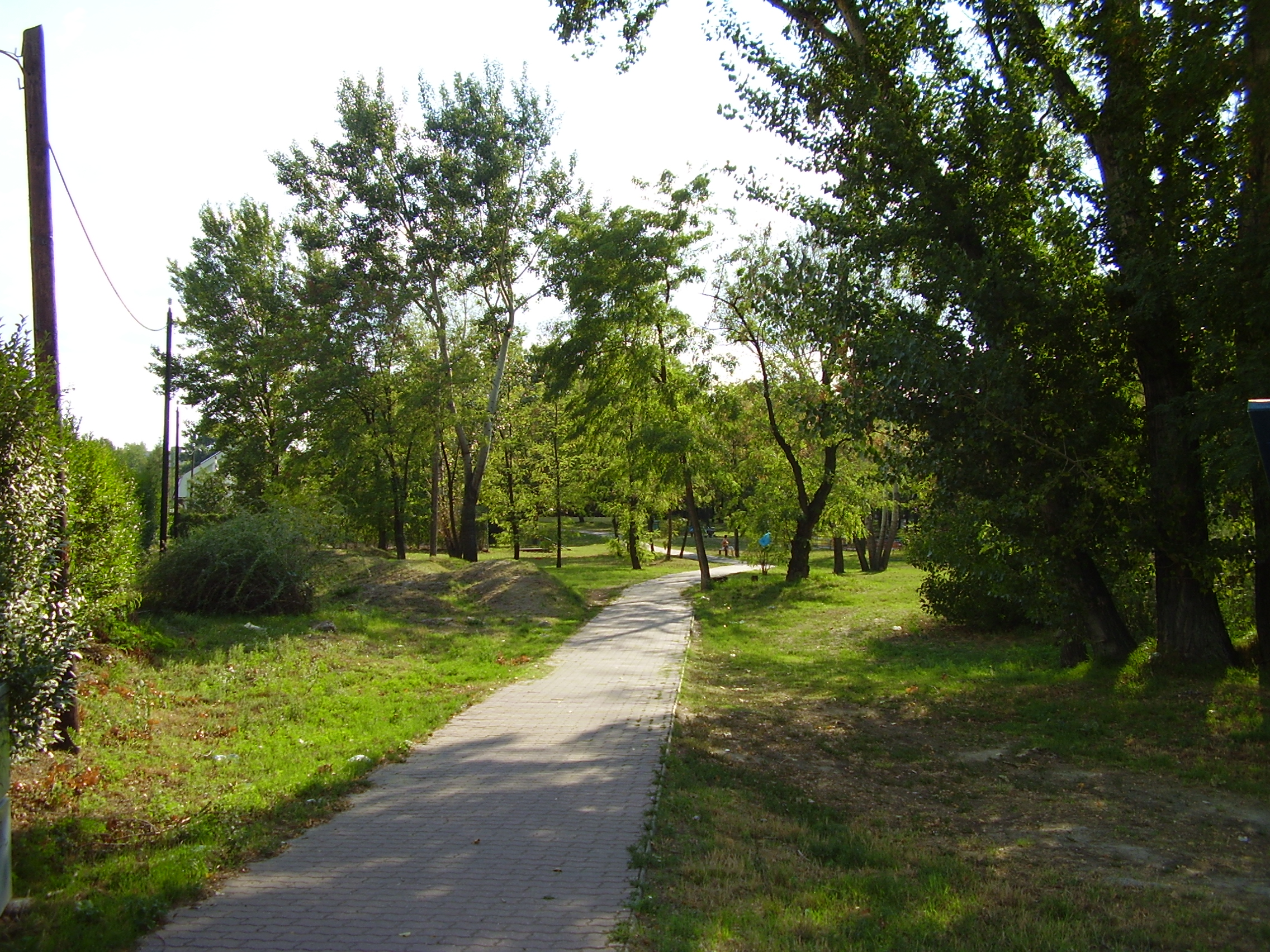
Lesopark Vrakuňa, eine Parkanlage im Stadtteil

Der Stadtteil befindet sich in der Donauebene im slowakischen Donautiefland, zweigeteilt durch den Donau-Flussarm Kleine Donau, womit der südliche Teil zugleich zur Großen Schüttinsel gehört. Reste der Auwälder findet man nur entlang der Kleinen Donau. Das Zentrum des Stadtteils liegt auf einer Höhe von 132 m n.m. und ist neun Kilometer vom Stadtzentrum Bratislavas entfernt.
Vrakuňa grenzt an Ružinov (Katastralgemeinden Ružinov und Trnávka) im Westen, Nordwesten und Norden, Most pri Bratislave im Nordosten und Osten und Podunajské Biskupice im Südosten, Süden und Südwesten.

## Geschichte

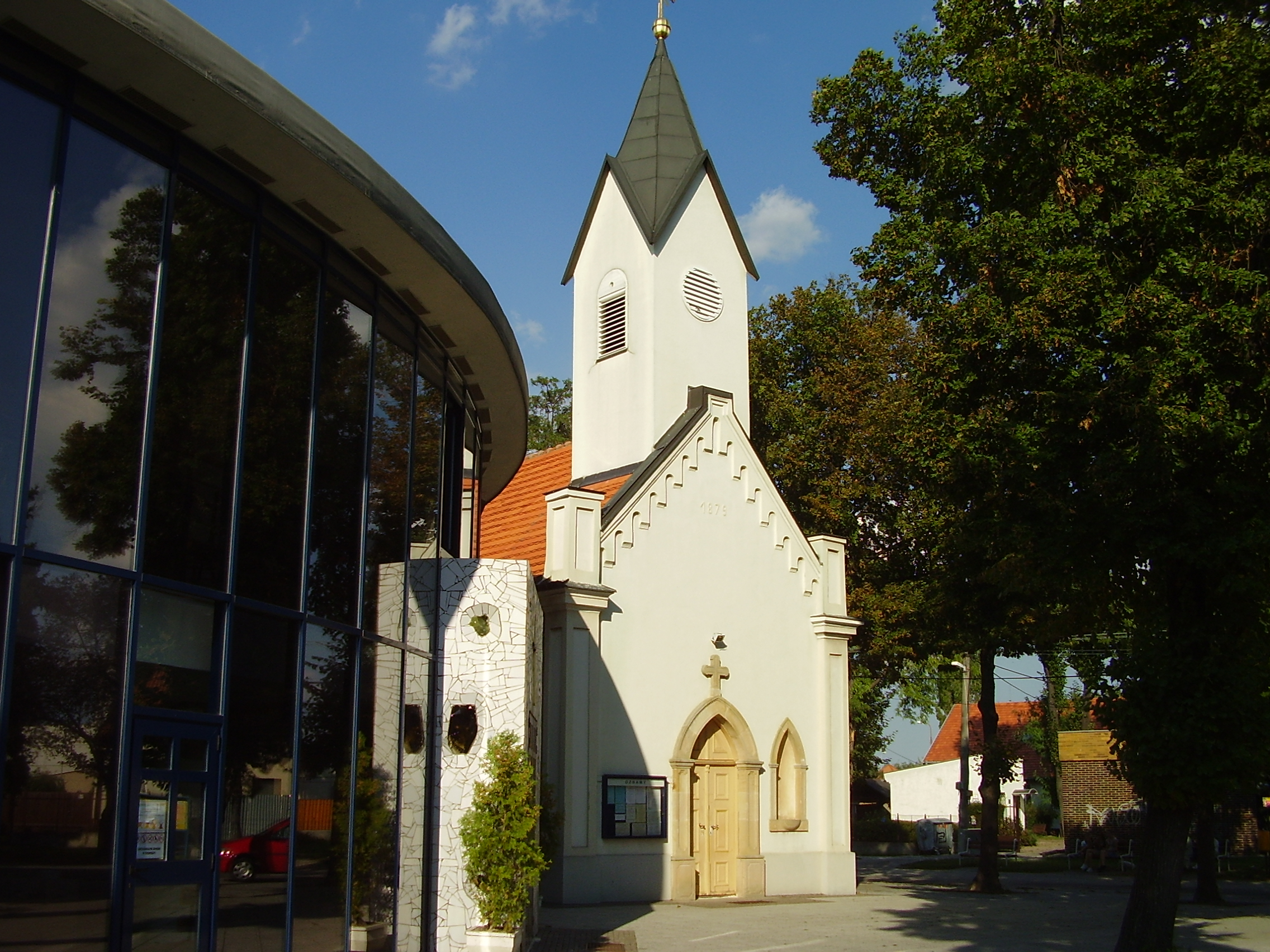
Kirche in Vrakuňa

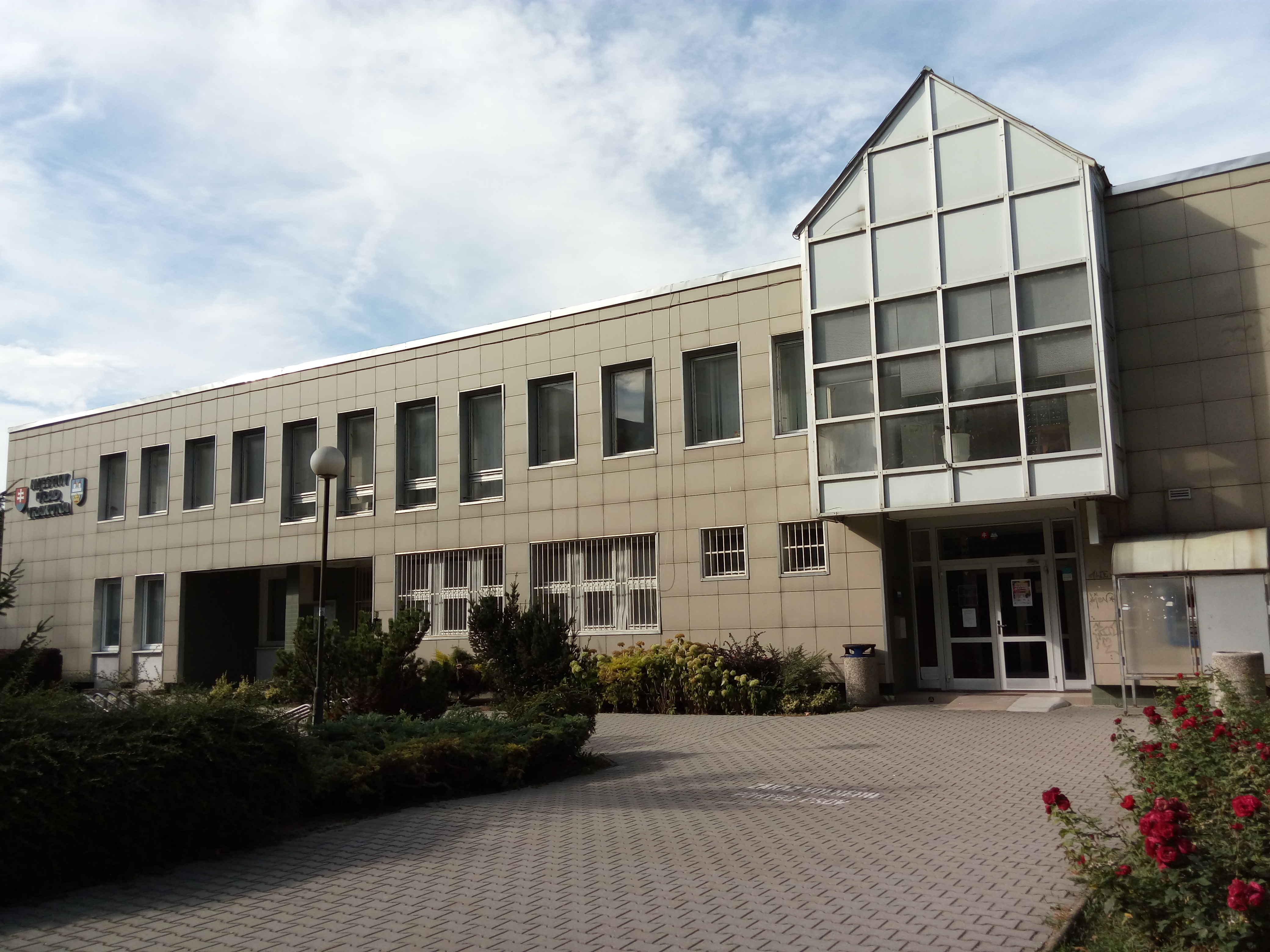
Sitz des Stadtteilamts

Der Ort wurde zum ersten Mal 1279 als Werekne, nach einigen Quellen erst 1290 als Verekne schriftlich erwähnt und trägt den Namen des Gutsherren Lőrinc Vereknyei, der zu dieser Zeit das ehemalige königliche Gut im Ort besaß. Weitere historische Bezeichnungen sind unter anderen Frecendorf (1297), Oluerekenye (1356), Berekenye in theotonico Fratendorf (1393) und Vereknye (1773). Im 14. Jahrhundert taucht eine ortsnahe Furt, die der Stadt Pressburg gehörte, auf. Ab dem späten 14. Jahrhundert kam der Ort schrittweise zum Besitz der Stadt Pressburg, bis er im 16. Jahrhundert vollständig zu dieser gehörte. 1574 standen hier 13 Ansiedlungen mit Wiesen, 1646 gab es vier Wassermühlen. 1683 marschierten 8000 osmanische Truppen auf dem Weg zum Lager von Emmerich Thököly in Lanschütz durch das Dorf und verwüsteten es, sodass die überlebenden Einwohner sich in Wäldern auf den Donauinseln verstecken mussten.
1768 wohnten 41 Familien in Verekne, waren aber im Vergleich mit der Zeit vor 1683 viel ärmer. 1828 zählte man 48 Häuser und 351 Einwohner, gegen Mitte des 19. Jahrhunderts schon 69 Häuser und 451 Einwohner vorwiegend magyarischer Abstammung, die als Fuhrleute, Gemüse- und Obstbauer und Viehzüchter tätig waren, die Böden waren wegen schlechter Qualität nur wenig fruchtbar. Es gab nur wenige Handwerker.
Bis 1918 gehörte der im Komitat Pressburg liegende Ort zum Königreich Ungarn und kam danach zur Tschechoslowakei beziehungsweise heute Slowakei. Auch in der ersten tschechoslowakischen Republik war Verekne ein überwiegend landwirtschaftlich geprägter Ort, andererseits wurde er vermehrt zur Vorstadtgemeinde von Bratislava. 1940 standen 249 Häuser mit 1232 Einwohnern. Nach 1945 wurde ein Teil der magyarischen Einwohner im Rahmen des tschechoslowakisch-ungarischen Bevölkerungsaustausches nach Ungarn deportiert und durch slowakische Repatrianten aus Ungarn ersetzt. Per Verordnung A-311/16-II/3-1948 von Daniel Okáli wurde der Ortsname in Vrakuňa geändert. Der bis 1971 selbständige Orte wurde am 1. Januar 1972 wurde zur Stadt Bratislava eingemeindet. Fast gleichzeitig begann der massenhafte Bau von Wohnplattenbauten, ähnlich wie im benachbarten Ort Podunajské Biskupice, wozu ein großes Plattenwerk errichtet wurde. Durch diesen Ausbau erreichte die Zahl der Einwohner fast das Achtfache. Nach der Samtenen Revolution im Jahr 1989 verzichtete man auf weitere Plattenbauten, stattdessen sind vor allem kleinere Wohnblöcke und Familienhäuser entstanden.

## Bevölkerung
Nach der Volkszählung 2011 wohnten im Stadtteil Vrakuňa 19.177 Einwohner, davon 17.308 Slowaken, 919 Magyaren, 201 Tschechen, 50 Deutsche, 35 Russinen, 32 Roma, 31 Mährer, 29 Bulgaren, 19 Polen, 16 Ukrainer, 13 Russen, sieben Serben sowie jeweils sechs Juden und Kroaten. 79 Einwohner gaben eine andere Ethnie an und 426 Einwohner machten keine Angabe zur Ethnie.
10.353 Einwohner bekannten sich zur römisch-katholischen Kirche, 821 Einwohner zur Evangelischen Kirche A. B., 190 Einwohner zur griechisch-katholischen Kirche, 105 Einwohner zur orthodoxen Kirche, 81 Einwohner zur reformierten Kirche, 61 Einwohner zu den Zeugen Jehovas, 53 Einwohner zur evangelisch-methodistischen Kirche, 47 Einwohner zu den christlichen Gemeinden, 40 Einwohner zur apostolischen Kirche, 39 Einwohner zu den Baptisten, 26 Einwohner zur altkatholischen Kirche, 19 Einwohner zur jüdischen Gemeinde, 14 Einwohner zu den Brethren, 12 Einwohner zur Bahai-Religion, 11 Einwohner zu den Mormonen, neun Einwohner zur tschechoslowakischen hussitischen Kirche, sieben Einwohner zu den Siebenten-Tags-Adventisten und vier Einwohner zur neuapostolischen Kirche. 229 Einwohner bekannten sich zu einer anderen Konfession, 5571 Einwohner waren konfessionslos und bei 1485 Einwohnern wurde die Konfession nicht ermittelt.

## Bild des Stadtteils

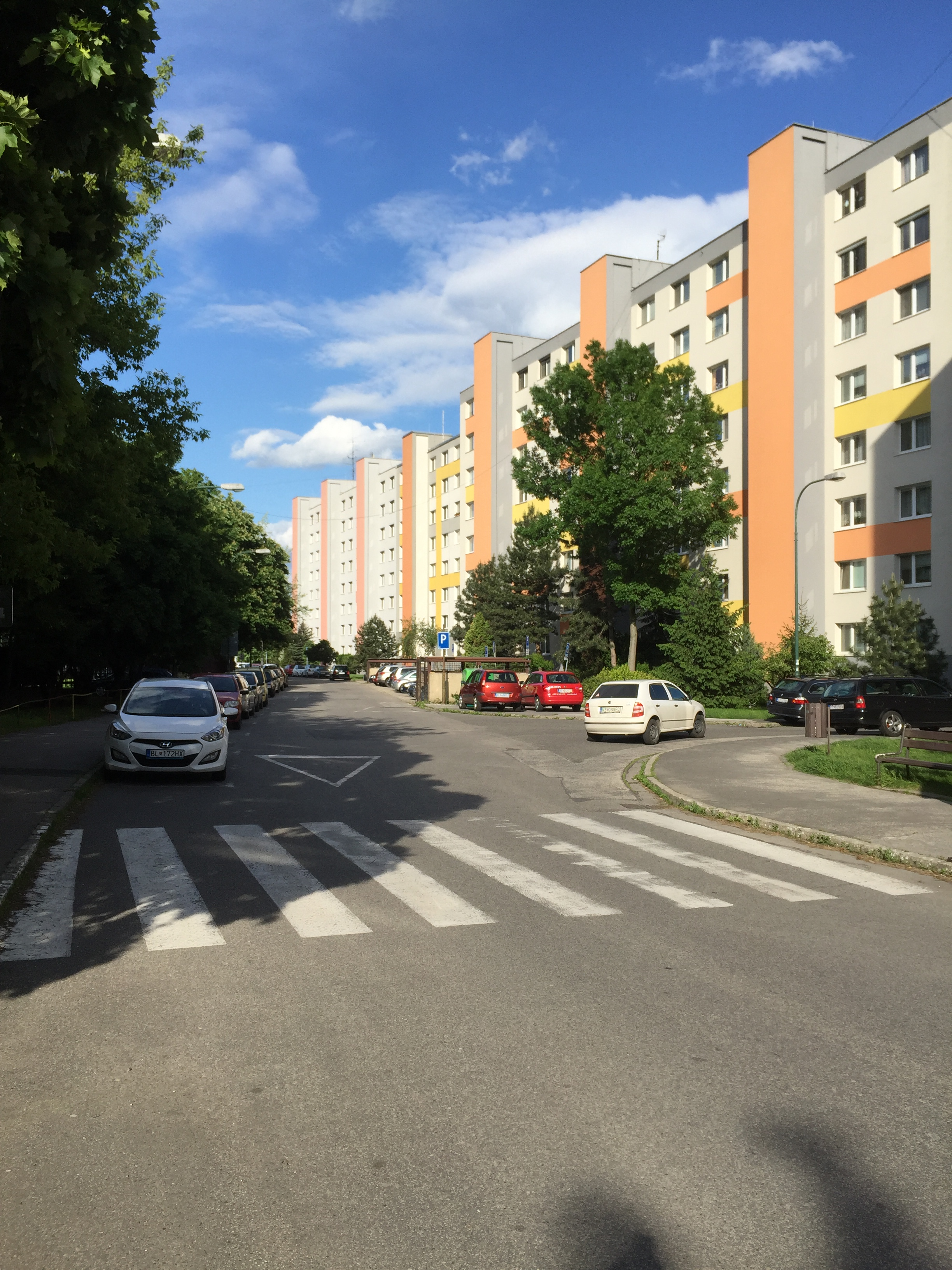
Plattenbauten an der Straße Žitavská

Südlich der Kleinen Donau prägen insbesondere Plattenbauten das Bild des Stadtteils, wobei es aber auch modernere Wohnblöcke und Familienhäuser, insbesondere entlang der Straßen Hradská und Podunajská, gibt. Für diesen Teil ist auch die Bezeichnung Stará Vrakuňa (wörtlich Alt-Fragendorf) angegeben. Eine Fußgängerzone wurde an der Straße Poľnohospodárska eingerichtet, das Stadtteilsamt ist an der Straße Šíravská zu finden. Im südöstlichen Teil erstreckt sich der (inoffizielle) Viertel Dolné hony. Entlang der Kleinen Donau verlaufen ein Radweg sowie eine Promenade. Ein sozialer Brennpunkt ist das sogenannte Pentagon an der Straße Stavbárska, das mit Drogensüchtigen und Prostituierten assoziiert wird.
Nördlich der Kleinen Donau gibt es in Nová Vrakuňa (wörtlich Neu-Fragendorf), in der Umgebung der Straßen Hradská und Priehradná, überwiegend Familienhäuser. Weiter steht dort die Parkanlage Lesopark Vrakuňa, die mit Stará Vrakuňa per eine Fußgängerhängebrücke verbunden ist, sowie der Friedhof Vrakuňa.
Der bedeutendste Sakralbau ist die römisch-katholische Kirche Mariä Namen (slowakisch Kostol Mena Panny Márie) an der Straße Poľnohospodárska, ursprünglich eine Wegkapelle im neoromanischen Stil aus dem Jahr 1879. 1993 begann der Bau der neuen Kirche unter Verwendung der bisherigen Kapelle als Seitenkapellen, sie wurde am 1. Januar 1994 ihrer Nutzung übergeben. Am 9. September 1995 wurde der Bau durch den Erzbischof Mons. Ján Sokol geweiht. In Nová Vrakuňa steht zudem eine kleine Peter-und-Paul-Kapelle.
Siehe auch: Liste der denkmalgeschützten Objekte im Okres Bratislava II

## Umwelt
In Vrakuňa, nahe der Grenze zum Stadtteil Ružinov bei der Straße Vrakunská cesta, im zugeschütteten Mühlauer Arm, befindet sich eine 4,65 ha große Chemiedeponie, wo von 1966 bis 1980 mehr als 90.000 m³ (nach anderen Quellen sogar 120.000 m³) chemischer Abfälle (insb. Herbizide und Pestizide) aus dem Chemiewerk Georgi Dimitroff (slowakisch Chemické závody Juraja Dimitrova, Abk. CHZJD, heute Istrochem) deponiert wurden, ohne abgedichtet zu werden. 1980 wurde die Halde durch zwei bis drei Meter dicke Erdmassen aus dem Bau des Gewerkschaftshauses Istropolis und weiter durch 22.000 m³ beim Bau des Donau-Staudamms Gabčíkovo gewonnenen Ackerböden bedeckt. Nach der Fertigstellung des Staudamms im Jahr 1992 stieg der Grundwasserpegel an und erreichte 1996 die abgelagerten chemischen Abfälle. Seither bewegen sich toxische Stoffe langsam Richtung Südosten, womit wichtige Wasserquellen auf der Großen Schüttinsel gefährdet sind. Aus diesem Grund besteht bereits seit 2002 im ganzen Stadtteil Grundwasserentnahmeverbot.
Eine Sanierung mittels „Kapselung“, also Isolierung von der Umgebung und Reinigung von Grundwasser im betroffenen Gebiet (mit erwarteter Dauer von 30 bis 50 Jahren), sollte bereits 2018 beginnen, das Projekt wurde jedoch unter anderem wegen zahlreicher Einsprüche beim Baugenehmigungsverfahren verzögert. Im Mai 2021 wurde die Baugenehmigung rechtskräftig, gewartet wird noch auf Enteignungen für einige Grundstücke. Die Sanierungskosten wurden auf 30 Millionen Euro ohne MwSt. beziffert.

## Infrastruktur und Verkehr

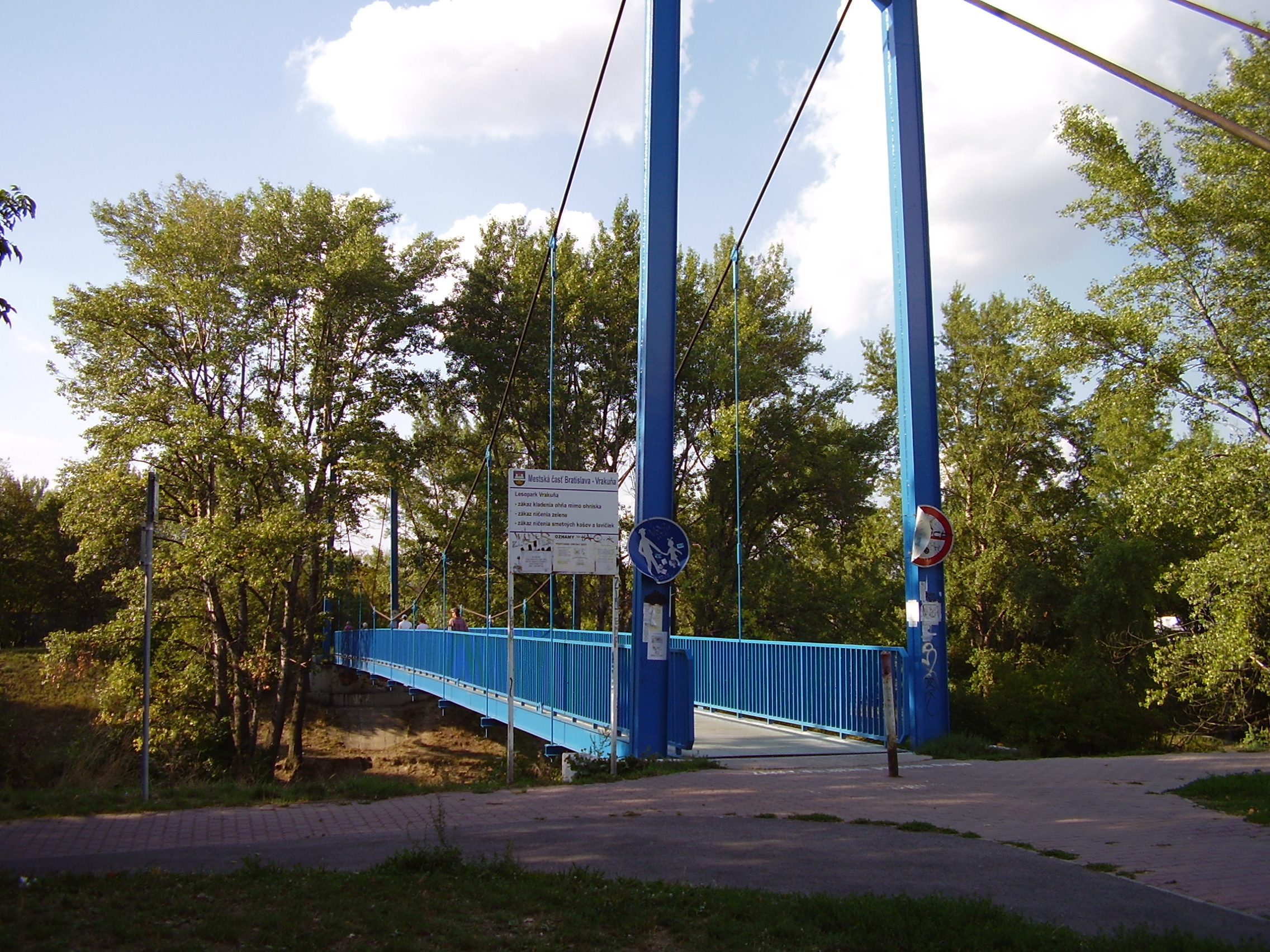
Hängebrücke über die Kleine Donau

In Vrakuňa gibt es drei Grundschulen (Rajčianska, Železničná, Žitavská) und drei Kindergärten in der Trägerschaft der Stadtteils sowie ein privates achtjähriges Gymnasium (Súkromné slovanské gymnázium) an der Straße Žitavská. Ein Arztzentrum befindet sich an der Straße Bebravská.
Durch den Stadtteil passiert die Cesta II. triedy 572 („Straße 2. Ordnung“) von Ružinov und Stadtzentrum heraus und weiter stadtauswärts nach Most pri Bratislave und weiter. Geplant ist eine Verlegung der II/572 vom bebauten Ortsgebiet heraus. Weiter ist die Cesta I. triedy 63 („Straße 1. Ordnung“) knapp außerhalb des Stadtteils von Bedeutung. Am westlichen Rand berührt der Stadtteil die Autobahn D1 nahe der Anschlussstelle Gagarinova, auch die Anschlussstelle Galvaniho liegt in der Nähe, ferner ist nach dem Stadtteil die Anschlussstelle Bratislava-Vrakuňa der Ringautobahn D4 benannt. Der Stadtteil hat eine Haltestelle an der Bahnstrecke Bratislava–Komárno mit mehreren täglichen Nahverkehrsverbindungen. Ein Teil des Flughafens Bratislava liegt auf dem Gebiet des Stadtteils.
Der Stadtteil wird durch mehrere Bus- und drei O-Bus-Linien (42, 71, 72) des städtischen Betreibers DPB erschlossen.